# Baraya
Baraya é um município da Colômbia, localizado no departamento de Huila.